# Éliminatoires de la Coupe d'Europe des nations de football 1964
 (mai 2020).
Si vous disposez d'ouvrages ou d'articles de référence ou si vous connaissez des sites web de qualité traitant du thème abordé ici, merci de compléter l'article en donnant les références utiles à sa vérifiabilité et en les liant à la section « Notes et références ».
Navigation
Éliminatoires de la Coupe d'Europe 1960 Éliminatoires du championnat d'Europe 1968
Les éliminatoires de la Coupe d'Europe des nations de football 1964 ont lieu du 21 juin 1962 au 27 mai 1964. Les équipes inscrites sont au nombre de 29 (contre 17 quatre ans plus tôt) et s'affrontent sur trois tours à élimination directe en matchs aller-retour avant le tournoi final à quatre équipes.  
L'URSS, championne d'Europe en titre, le Luxembourg et l'Autriche sont exemptés de tour préliminaire et rentrent en lice lors des huitièmes de finale. Il en est de même pour l'Albanie, qui passe le tour préliminaire sans jouer, la Grèce, son adversaire désigné au tirage au sort, ayant déclaré forfait par refus de jouer contre elle. 
Le Luxembourg crée la sensation en éliminant en huitièmes de finale les Pays-Bas (1-1 au match aller et victoire 2-1 à Rotterdam au retour), puis en accrochant le Danemark en quarts de finale (3-3 au Luxembourg, 2-2 au Danemark) jusqu'au match d'appui disputé à Amsterdam, où il quitte la compétition avec une courte défaite 1-0.
La France échoue en quarts de finale face à la Hongrie. En manque de confiance après leur non-participation à la Coupe du Monde 1962, affaiblis par la fin de cycle des troisièmes de la Coupe du Monde 1958, minés par les relations tendues entre Raymond Kopa et le sélectionneur Georges Verriest, les Bleus vivent une transition difficile. Ils éliminent pourtant l'Angleterre avec la manière avant de prendre leur revanche sur la Bulgarie (qui avait privé la France de mundial 1962 sur un match d'appui), mais ils ne soutiennent finalement pas la comparaison (1-3, 1-2) face à une équipe hongroise elle aussi en plein renouveau.

## Tour préliminaire
| Équipe 1             | Résultat   | Équipe 2        | Aller | Retour | Appui |
| -------------------- | ---------- | --------------- | ----- | ------ | ----- |
| Norvège              | 1 - 3      | Suède           | 0 - 2 | 1 - 1  |       |
| Danemark             | 9 - 2      | Malte           | 6 - 1 | 3 - 1  |       |
| Bulgarie             | 5 - 4      | Portugal        | 3 - 1 | 1 - 3  | 1 - 0 |
| République d'Irlande | 5 - 3      | Islande         | 4 - 2 | 1 - 1  |       |
| Angleterre           | 3 - 6      | France          | 1 - 1 | 2 - 5  |       |
| Pologne              | 0 - 4      | Irlande du Nord | 0 - 2 | 0 - 2  |       |
| Espagne              | 7 - 3      | Roumanie        | 6 - 0 | 1 - 3  |       |
| Albanie              | Q.-forfait | Grèce           | -     | -      |       |
| Yougoslavie          | 4 - 2      | Belgique        | 3 - 2 | 1 - 0  |       |
| Hongrie              | 4 - 2      | Pays de Galles  | 3 - 1 | 1 - 1  |       |
| Pays-Bas             | 4 - 2      | Suisse          | 3 - 1 | 1 - 1  |       |
| Allemagne de l'Est   | 3 - 2      | Tchécoslovaquie | 2 - 1 | 1 - 1  |       |
| Italie               | 7 - 0      | Turquie         | 6 - 0 | 1 - 0  |       |
| Autriche             | exempt     |                 |       |        |       |
| Luxembourg           | exempt     |                 |       |        |       |
| Union soviétique     | exempt_T   |                 |       |        |       |

## Huitièmes de finale
| Équipe 1           | Résultat | Équipe 2             | Aller | Retour |
| ------------------ | -------- | -------------------- | ----- | ------ |
| Yougoslavie        | 2 - 3    | Suède                | 0 - 0 | 2 - 3  |
| Espagne            | 2 - 1    | Irlande du Nord      | 1 - 1 | 1 - 0  |
| Danemark           | 4 - 1    | Albanie              | 4 - 0 | 0 - 1  |
| Luxembourg         | 3 - 2    | Pays-Bas             | 1 - 1 | 2 - 1  |
| Autriche           | 2 - 3    | République d'Irlande | 0 - 0 | 2 - 3  |
| Bulgarie           | 2 - 3    | France               | 1 - 0 | 1 - 3  |
| Union soviétique   | 3 - 1    | Italie               | 2 - 0 | 1 - 1  |
| Allemagne de l'Est | 4 - 5    | Hongrie              | 1 - 2 | 3 - 3  |

## Quarts de finale
| Équipe 1   | Résultat | Équipe 2             | Aller | Retour | Appui |
| ---------- | -------- | -------------------- | ----- | ------ | ----- |
| Luxembourg | 5 - 6    | Danemark             | 3 - 3 | 2 - 2  | 0 - 1 |
| Espagne    | 7 - 1    | République d'Irlande | 5 - 1 | 2 - 0  |       |
| France     | 2 - 5    | Hongrie              | 1 - 3 | 1 - 2  |       |
| Suède      | 2 - 4    | Union soviétique     | 1 - 1 | 1 - 3  |       |

## Les qualifiés pour le tournoi final
- Espagne (choisi comme pays organisateur)
- Union soviétique (tenant du titre)
- Danemark
- Hongrie

## Sources
- Site de l'UEFA
- Site non officiel d'archives sur l'Euro
- RSSSF - Euro 64